# Liste der Museen im Kreis Minden-Lübbecke
Die Liste der Museen im Kreis Minden-Lübbecke umfasst Museen im ostwestfälischen Kreis Minden-Lübbecke, die unter anderem die Heimatgeschichte, die Kunstgeschichte und die industrielle Entwicklung zum Schwerpunkt haben.

## Liste
| Bezeichnung                                                                       | Ortschaft                            | Thematische Ausrichtung                                             | Bild                                                                |  |
| --------------------------------------------------------------------------------- | ------------------------------------ | ------------------------------------------------------------------- | ------------------------------------------------------------------- |  |
| Deutsches Märchen- und Wesersagenmuseum                                           | Bad Oeynhausen                       | Kultur- und Kunstgeschichte                                         | Deutsches Märchen- und Wesersagenmuseum                             |  |
| Heimatstube Wöhren                                                                | Bad Oeynhausen-Eidinghausen          | Heimatgeschichte                                                    |                                                                     |  |
| Kunstforum Herz- und Diabeteszentrum NRW                                          | Bad Oeynhausen                       | Zeitgenössische Kunst                                               |                                                                     |  |
| Museumshof Bad Oeynhausen                                                         | Bad Oeynhausen                       | Heimatgeschichte                                                    | Museumshof Bad Oeynhausen                                           |  |
| Alte Fabbenstedter Schule                                                         | Espelkamp-Fabbenstedt                | Heimatgeschichte: Dörfliches Schulwesen                             |                                                                     |  |
| Alter Fabbenstedter Laden                                                         | Espelkamp-Fabbenstedt                | Heimatgeschichte                                                    |                                                                     |  |
| Archiv und ständige Ausstellung im Rathaus                                        | Espelkamp                            | Heimatgeschichte                                                    |                                                                     |  |
| Brammeyersche Scheune                                                             | Espelkamp-Frotheim                   | Heimatgeschichte: Alte landwirtschaftliche und handwerkliche Geräte | Brammeyersche Scheune                                               |  |
| Deutsches Automatenmuseum – Sammlung Gauselmann                                   | Espelkamp-Fiestel                    | Technikgeschichte                                                   | Deutsches Automatenmuseum auf Schloss Benkhausen                    |  |
| Teppichmuseum Tönsmann                                                            | Espelkamp                            | Textilgeschichte                                                    | Teppichmuseum Tönsmann                                              |  |
| Alte Brennerei Hille                                                              | Hille                                | Brennerei- und Heimatgeschichte                                     | Kornbrennerei Meyer                                                 |  |
| Amtsgefängnis Hartum                                                              | Hille-Hartum                         | Heimatgeschichte                                                    | Altes Amtsgefängnis Hartum                                          |  |
| Heimathaus Hartum                                                                 | Hille-Hartum                         | Heimatgeschichte                                                    |                                                                     |  |
| Heimatstube im Müllerhaus und Mühle Südhemmern                                    | Hille-Südhemmern                     | Heimatgeschichte                                                    | Fachwerkhäuser an der Mühle Südhemmern                              |  |
| Moorgalerie Haseloh                                                               | Hille-Eickhorst                      | Fotografie                                                          |                                                                     |  |
| Schmiede und „Scheune des Handwerks“ Holzhausen II                                | Hille-Holzhausen II                  | Handwerks- und Heimatgeschichte                                     | Alte Schmiede Holzhausen II                                         |  |
| Heimatmuseum Hüllhorst                                                            | Hüllhorst                            | Heimatgeschichte                                                    |                                                                     |  |
| Heimatstube Oberbauerschaft                                                       | Hüllhorst-Oberbauerschaft            | Heimatgeschichte                                                    |                                                                     |  |
| Spielzeugmuseum im Mühlenkreis                                                    | Hüllhorst-Schnathorst                | Spielzeuggeschichte                                                 |                                                                     |  |
| Barre’s Brauwelt                                                                  | Lübbecke                             | Brauerei- und Heimatgeschichte                                      | Alter Gär- und Lagerkeller der Brauerei Barre                       |  |
| Gehrmker Hius                                                                     | Lübbecke-Gehlenbeck                  | Heimatgeschichte                                                    | Gehrmker Hius                                                       |  |
| Kunstausstellungen im Speicher am Burgmannshof                                    | Lübbecke                             | Zeitgenössische Kunst                                               | Herrenhaus und Speicher des Burgmannshofes                          |  |
| Moorhus – NABU Besucherzentrum Großes Torfmoor                                    | Lübbecke-Gehlenbeck                  | Naturkunde und Moorwirtschaft                                       | Besucherzentrum „Moorhus“ am Großen Torfmoor                        |  |
| Museum der Stadt Lübbecke                                                         | Lübbecke                             | Heimatgeschichte                                                    |                                                                     |  |
| Domschatz Minden                                                                  | Minden                               | Kirchen- und Kunstgeschichte                                        | Domschatz Minden Ausstellungsansicht 2017                           |  |
| Galerie des Mindener Kunstvereins                                                 | Minden                               | Zeitgenössische Kunst                                               |                                                                     |  |
| Galerie Spiegel                                                                   | Minden                               | Bildende Kunst verschiedener Kulturkreise                           |                                                                     |  |
| Informationszentrum am Wasserstraßenkreuz                                         | Minden                               | Verkehrs- und Heimatgeschichte                                      | Informationszentrum am Mittellandkanal                              |  |
| Knopf- und Bauernstuben-Museum in potts park                                      | Minden-Dützen                        | Industrie- und Kulturgeschichte                                     |                                                                     |  |
| Kösliner Heimatstube                                                              | Minden-Dützen                        | Heimatgeschichte: Stadt Köslin                                      |                                                                     |  |
| Kunst im Kreishaus                                                                | Minden                               | Zeitgenössische Kunst                                               |                                                                     |  |
| LWL-Preußenmuseum Minden                                                          | Minden                               | Landesgeschichte                                                    | Hauptgebäude des Preußenmuseums in der ehemaligen Defensionskaserne |  |
| Mindener Museum                                                                   | Minden                               | Heimat- und Industriegeschichte                                     | Mindener Museum                                                     |  |
| mitmach museum minden „lille kunterbunt“                                          | Minden                               | Mechanik                                                            |                                                                     |  |
| Museums-Eisenbahn Minden                                                          | Minden                               | Technik-, Verkehrs- und Heimatgeschichte                            | Kleinbahn bei Hartum                                                |  |
| Alte Synagoge Petershagen                                                         | Petershagen                          | Kultur- und Heimatgeschichte                                        | Alte Synagoge in Petershagen                                        |  |
| Galerie im Kulturzentrum Altes Amtsgericht                                        | Petershagen                          | Zeitgenössische Kunst                                               |                                                                     |  |
| Sammlung Friedrich Brinkmann – Archäologische Ausstellung der Stadt Petershagen   | Petershagen-Neuenknick               | Archäologie, Heimatgeschichte, Ur- und Frühgeschichte               |                                                                     |  |
| Glashütte Gernheim                                                                | Petershagen-Ovenstädt                | Industrie- und Heimatgeschichte                                     | Glashütte Gernheim                                                  |  |
| Heimat- und Heringsfängermuseum Heimsen                                           | Petershagen-Heimsen                  | Industrie- und Heimatgeschichte                                     | Heringsfängermuseum Heimsen                                         |  |
| Museumswerkstatt Phoenix                                                          | Petershagen-Windheim                 | Handwerksgeschichte                                                 |                                                                     |  |
| Webstube Ilse                                                                     | Petershagen-Ilse                     | Heimatgeschichte                                                    |                                                                     |  |
| Westfälisches Storchenmuseum                                                      | Petershagen-Windheim                 | Naturkunde und Kulturgeschichte                                     |                                                                     |  |
| Besucherbergwerk Kleinenbremen                                                    | Porta Westfalica-Kleinenbremen       | Industrie-, Erd- und Heimatgeschichte                               | Besucherbergwerk Kleinenbremen                                      |  |
| Bismarck-Gedenkraum im Fernmeldeturm Jakobsberg                                   | Porta Westfalica-Hausberge           | Politische Geschichte                                               |                                                                     |  |
| Galerie Kunstkreis Porta Westfalica                                               | Porta Westfalica-Hausberge           | Zeitgenössische Kunst                                               |                                                                     |  |
| Ausstellung zum Fundplatz „Im Römerlager“ und zur Archäologie in Porta Westfalica | Porta Westfalica-Barkhausen          | Archäologie, Heimatgeschichte, Ur- und Frühgeschichte               |                                                                     |  |
| LWL-Besucherzentrum im Kaiser-Wilhelm-Denkmal                                     | Porta Westfalica-Barkhausen          | Kultur- und Naturgeschichte                                         | Kaiser-Wilhelm-Denkmal mit wiedererrichteter Ringterrasse           |  |
| Feuerwehrmuseum Schröttinghausen                                                  | Preußisch Oldendorf-Schröttinghausen | Feuerwehrgeschichte                                                 | Feuerwehrmuseum Schröttinghausen                                    |  |
| Mühlenmuseum in der Guts-Wassermühle Hudenbeck                                    | Preußisch Oldendorf-Bad Holzhausen   | Heimatgeschichte                                                    | Guts-Wassermühle Hudenbeck                                          |  |
| Bockwindmühle Wehe                                                                | Rahden-Wehe                          | Heimatgeschichte                                                    | Windmühle Wehe                                                      |  |
| Hochzeitsmühle Tonnenheide                                                        | Rahden-Tonnenheide                   | Heimatgeschichte                                                    | Windmühle Tonnenheide                                               |  |
| Museumsbahn Rahden–Uchte                                                          | Rahden                               | Technik-, Verkehrs- und Heimatgeschichte                            | Museumsbahn im Bahnbetriebswerk Rahden                              |  |
| Museumshof Rahden                                                                 | Rahden-Kleinendorf                   | Heimatgeschichte                                                    | Museumshof Rahden                                                   |  |
| Bäuerliches Museum an der Kolthoffschen Mühle                                     | Stemwede-Levern                      | Handwerks- und Technikgeschichte                                    | Kolthoffsche Mühle                                                  |  |
| Heimathaus Levern                                                                 | Stemwede-Levern                      | Heimat- und Kirchengeschichte                                       | Heimathaus Levern                                                   |  |
| Heimathaus Wehdem                                                                 | Stemwede-Wehdem                      | Heimatgeschichte                                                    | Heimathaus Wehdem                                                   |  |
| Deutsches Windkraftmuseum                                                         | Stemwede-Oppendorf                   | Technikgeschichte: Windenergienutzung                               |                                                                     |  |

### Ehemalige Museen
| Bezeichnung                          | Ortschaft            | Thematische Ausrichtung                                                         | Schließung   | Bild                                 |
| ------------------------------------ | -------------------- | ------------------------------------------------------------------------------- | ------------ | ------------------------------------ |
| Motor Technica Museum Bad Oeynhausen | Bad Oeynhausen-Rehme | Automobil- und Technikgeschichte, zuletzt auch viel Militaria (u. a. Flugzeuge) | 2007         | Motor-Technica-Museum Bad Oeynhausen |
| Automuseum Nettelstedt               | Lübbecke-Nettelstedt | Automobilgeschichte                                                             | 5. Nov. 1972 | Automuseum Nettelstedt               |
| Puppen Museums-Café                  | Minden               | Spielzeuggeschichte                                                             | 2017         | Puppenmuseum Minden                  |